# Richard Boyle, 1:e earl av Cork

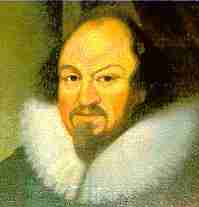
Richard Boyle, 1:e earl av Cork.

Richard Boyle, 1:e earl av Cork, född den 13 oktober 1566, död den 15 september 1643, var en irländsk statsman, vanligen kallad "den store earlen". Han var far till Richard Boyle, 2:e earl av Cork, Roger Boyle, 1:e earl av Orrery och Robert Boyle, 
Cork emigrerade 1588 i torftiga villkor till Irland för att söka sin utkomst och lyckades där samla en förmögenhet, vilken dock till största delen gick förlorad under upproren på ön mot slutet av Elisabets regeringstid. År 1604 inköpte emellertid Cork av sir Walter Raleigh för en ringa summa dennes gods i Cork, Waterford och Tipperary samt mångdubblade snart genom energiskt odlingsarbete deras värde. Genom inkallade engelska arbetare anlade han hamnar och städer, byggde vägar och lade grunden till södra Irlands järnindustri. Tretton fasta slott tryggade honom mot upprorsförsök av den irländska befolkningen.  
År 1603 adlades han för sina förtjänster om det engelska väldets befästande på södra Irland, 1616 blev han peer och 1620 earl av Cork och viscount Dungarvan. År 1631 utsågs han till Irlands lord-skattmästare. Med Strafford låg han ständigt i strid och motarbetade ivrigt dennes politik; han måste också finna sig i att en undersökning anställdes angående åtskilliga av hans något tvivelaktiga godsförvärv. Vid det stora irländska upproret 1641 tryggade han engelsmännens besittning av Munster och levererade med hjälp av sina söner och underhavande en formlig batalj mot de upproriska.